# Xã Highlanding, Quận Pennington, Minnesota
Xã Highlanding (tiếng Anh: Highlanding Township) là một xã thuộc quận Pennington, tiểu bang Minnesota, Hoa Kỳ. Năm 2010, dân số của xã này là 194 người.